# Råbandsknop

Råbandsknop

Råbandsknop (även kallad "sjömansknop" eller "revknop") är en knop som används för att binda om något med ett rep, som ett paket, en rulle, ett knippe eller vid läggandet av förband. Namnet har den fått för att den användes till att knyta fast råsegel vid rårna. Råbandsknopen är inte säker vid sammanfogning av två linor och bör aldrig användas för detta ändamål.

Standardverket The Ashley Book of Knots skriver: 
| ”                                                    | En av de bästa men mest felanvända av knopar är råbandsknopen (#1204). Använd som en förbandsknop, för att reva eller beslå segel eller binda ihop paket, är den ovärderlig. Men använd som sammanbindningsknop (att binda ihop två repändar med varandra), är råbandsknopen förmodligen ansvarig för fler döda eller skadade än vad som har orsakats av brister i alla andra knopar tillsammans." | „ |
| – Clifford Warren Ashley – The Ashley Book of Knots, | |   |

Råbandsknopen består normalt av två överhandsknopar slagna åt olika håll; det finns flera metoder att slå en råbandsknop, fast slutresultatet blir detsamma. Viktigt är att de obelastade ändarna kommer ut ur knopen på samma sida, det vill säga inte i diagonalt motstående riktningar, annars kan knopen glida och till slut gå upp. En sådan knop kallas av vissa för tjuvknop, men det är inget etablerat namn. Om överhandsknoparna är slagna åt samma håll får man en käringknut. Den sitter inte alls lika pålitligt som råbandsknopen men är trots det betydligt svårare att få upp om man vill lösa upp den.
Råbandsknopen är lätt att lösa genom ett ryck i en av de obelastade ändarna. Detta är en av anledningarna att knopen lämpar sig så väl då det är viktigt att enkelt kunna lösa knopen som t ex när man vid segling i hård vind tar in ett rev för att minska segelytan varvid man på äldre båtar fäster seglet vid bommen med råbandsknopar. För att bli lättare att få upp slås råbandsknopen ibland med en eller två öglor på de obelastade ändarna. Varianten med två öglor är den man normalt använder för att knyta sina skor – den kallas då rosett – men i denna användning ges det sällan akt på skillnaden mellan råbandsknop och käringknut.
Utom för sitt verkliga användningsområde som förbandsknop är råbandsknopen en knop som bör undvikas. För sammanfogning av linor bör säkra knopar som skotstek, fiskarknop eller vattenknop användas.